# سابين ريختر
سابين ريختر (بالألمانية: Sabine Richter)‏ هي منافسة ألعاب القوى ألمانية، ولدت في 18 يوليو 1966 في فرانكفورت في ألمانيا.

## وصلات خارجية
- سابين ريختر على موقع الاتحاد الدولي لألعاب القوى (الإنجليزية)
- سابين ريختر على موقع أوليمبيديا (الإنجليزية)